# Alte Kirche St. Barbara (Weibern)

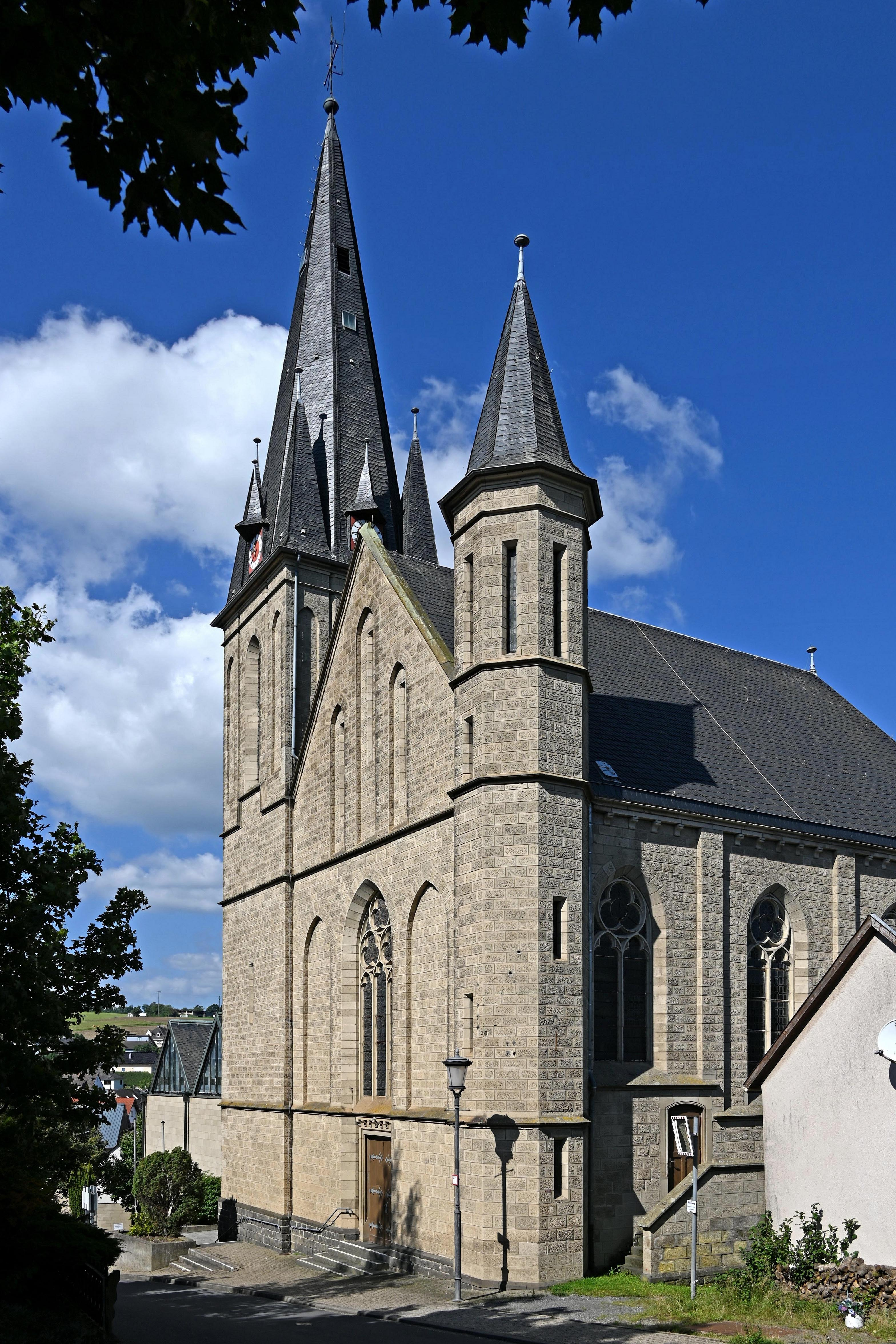
Kirche St. Barbara in Weibern, Portalfassade

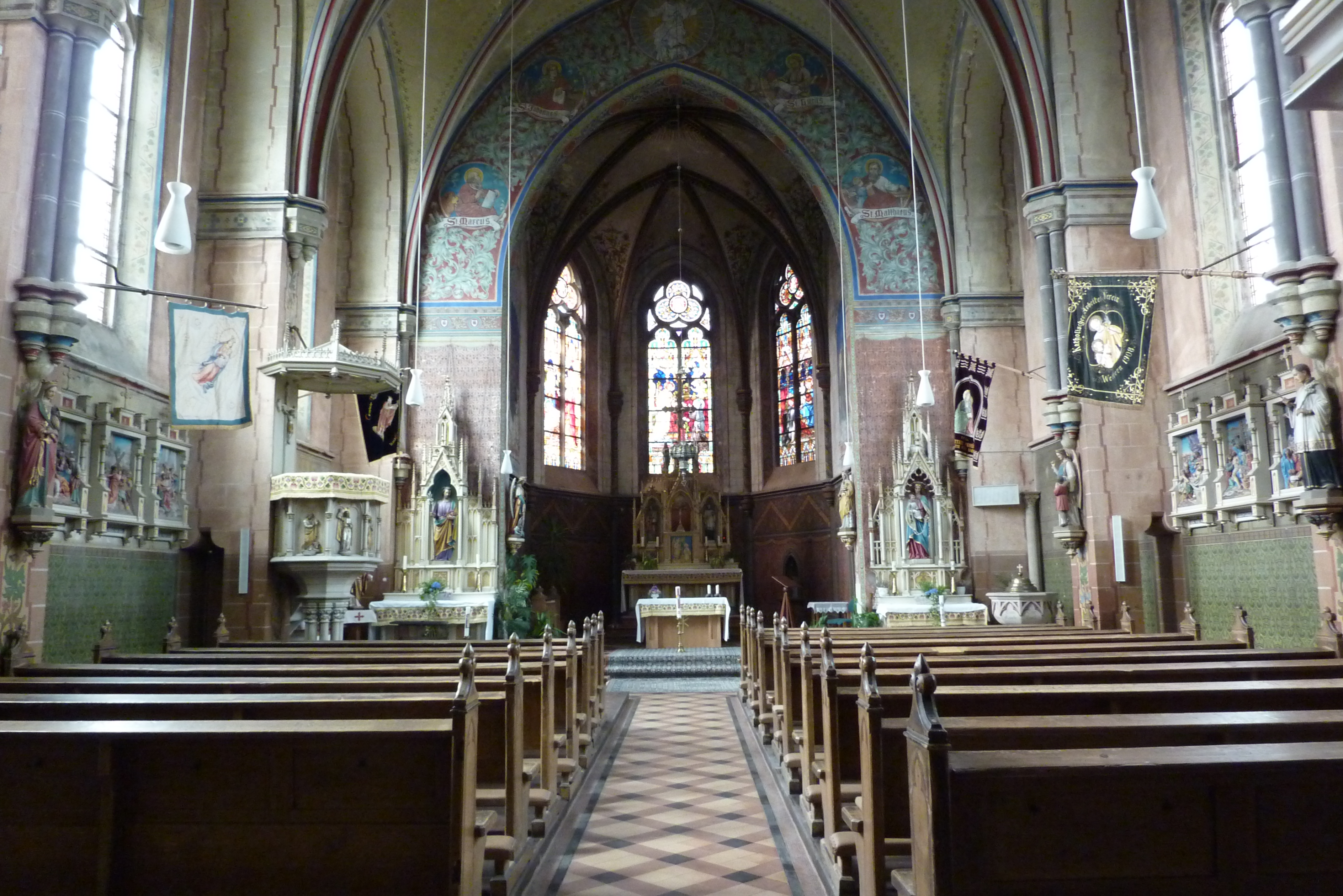
Innenraum von St. Barbara

Die alte katholische Pfarrkirche St. Barbara in Weibern, einer Ortsgemeinde im Landkreis Ahrweiler in Rheinland-Pfalz, wurde von 1888 bis 1890 erbaut. Sie befindet sich in der Kirchstraße 2.

## Geschichte
Die unter Denkmalschutz stehende Kirche St. Barbara wurde nach den Plänen des Düsseldorfer Architekten Caspar Clemens Pickel errichtet. Der Saalbau aus Tuffquadersteinen ist in neugotischem Stil gebaut. Der polygonale Kirchturm dominiert die Portalfassade.
Die neue Kirche, unterhalb der alten und mit einem Zwischentrakt verbunden, wurde am 1. Juli 1973 ebenfalls zu Ehren der heiligen Barbara geweiht.

## Ausstattung
Der Hochaltar aus dem 19. Jahrhundert zeigt in der Spitze die Kreuzigungsgruppe, unten rechts den heiligen Aloysius und links die heilige Barbara, die Schutzpatronin der Steinmetze. An der Westwand des Chores zeigt die Wandmalerei die Heilige Familie und an der Ostwand die Krönung Mariens. Rechts vom Chor befindet sich der Marienaltar und links der Josefsaltar. Die Kanzel ist mit den vier Evangelisten geschmückt. An den Pfeilern des Kirchenschiffes befinden sich Skulpturen von Heiligen. Die Maßwerkfenster, der Taufstein und das Kriegerdenkmal in der Vorhalle wurden von heimischen Steinmetzen gefertigt.